# Cynanchum antsiranense
Cynanchum antsiranense là một loài thực vật có hoa trong họ La bố ma. Loài này được (Meve & Liede) Liede & Meve mô tả khoa học đầu tiên năm 2001.